# Cantón de Peyrehorade
El cantón de Peyrehorade era una división administrativa francesa, que estaba situada en el departamento de Landas y la región de Aquitania.

## Composición
El cantón estaba formado por trece comunas:
- Bélus
- Cauneille
- Hastingues
- Oeyregave
- Orist
- Orthevielle
- Pey
- Peyrehorade
- Port-de-Lanne
- Saint-Cricq-du-Gave
- Saint-Étienne-d'Orthe
- Saint-Lon-les-Mines
- Sorde-l'Abbaye

## Supresión del cantón de Peyrehorade
En aplicación del Decreto n.º 2014-181 de 18 de febrero de 2014, el cantón de Peyrehorade fue suprimido el 22 de marzo de 2015 y sus 13 comunas pasaron a formar parte del nuevo cantón de Orthe y Arrigans.